# Nashotah
Nashotah és una població dels Estats Units a l'estat de Wisconsin. Segons el cens del 2000 tenia 1.266 habitants.

## Demografia
Segons el cens del 2000, Nashotah tenia 1.266 habitants, 445 habitatges, i 364 famílies. La densitat de població era de 301,7 habitants per km².
Dels 445 habitatges en un 43,4% hi vivien nens de menys de 18 anys, en un 74,2% hi vivien parelles casades, en un 5,8% dones solteres, i en un 18% no eren unitats familiars. En el 14,6% dels habitatges hi vivien persones soles el 4,5% de les quals corresponia a persones de 65 anys o més que vivien soles. El nombre mitjà de persones vivint en cada habitatge era de 2,84 i el nombre mitjà de persones que vivien en cada família era de 3,19.
Per edats la població es repartia de la següent manera: un 30,4% tenia menys de 18 anys, un 5,1% entre 18 i 24, un 28,9% entre 25 i 44, un 26,6% de 45 a 60 i un 8,9% 65 anys o més.
L'edat mediana era de 38 anys. Per cada 100 dones de 18 o més anys hi havia 92,8 homes.
La renda mediana per habitatge era de 77.406 $ i la renda mediana per família de 82.949 $. Els homes tenien una renda mediana de 60.536 $ mentre que les dones 37.750 $. La renda per capita de la població era de 29.581 $. Aproximadament el 0,8% de les famílies i l'1,3% de la població estaven per davall del llindar de pobresa.

## Poblacions més properes
El següent diagrama mostra les poblacions més properes.